# Deconstruction
Deconstruction ist das zwölfte Studioalbum des kanadischen Rockmusikers Devin Townsend. Es erschien am 30. Juni 2011 parallel mit Townsends Album Ghost.

## Hintergrund
Die beiden Alben bilden den Abschluss von Townsends Albumzyklus unter dem Namen Devin Townsend Project, den er 2009 mit Ki und Addicted begonnen hatte. Deconstruction wurde gemeinsam mit Ghost in limitierter Auflage auch als Bundle unter dem Titel Calm and the Storm veröffentlicht. Auf dem Album spielten mit Dirk Verbeuren and Ryan Van Poederooyen zwei Schlagzeuger, zudem sind einige Gastsänger zu hören.

## Titelliste
1. Praise the Lowered – 6:02
2. Stand – 9:36
3. Juular – 3:46
4. Planet of the Apes – 10:59
5. Sumeria – 6:37
6. The Mighty Masturbator – 16:28
7. Pandemic – 3:29
8. Deconstruction – 9:27
9. Poltergeist – 4:25
10. Ho Krll – 5:58 (iTunes-Bonus)

## Gastsänger
- Mikael Åkerfeldt (Opeth, Bloodbath) – „Stand“
- Ihsahn (Ex-Emperor) – „Juular“
- Paul Kuhr (November’s Doom) – „Praise the Lowered“
- Tommy Giles Rogers (Between the Buried and Me) – „Planet of the apes“
- Joe Duplantier (Gojira) – „Sumeria“
- Paul Masvidal (Cynic) – „Sumeria“
- Greg Puciato (The Dillinger Escape Plan) – „The mighty Masturbator“
- Oderus Urungus (Gwar) – „Deconstruction“ (song)
- Floor Jansen (Star One, ReVamp) – „Pandemic“